# Friedland (Brandenburg)
Friedland (szorb nyelven: Bryland) település Németországban, azon belül Brandenburgban. Lakosainak száma 2985 fő (2023. december 31.).

## Népesség
A település népességének változása:
| Lakosok száma | 3166 | 3017 | 2954 | 2975 | 2997 | 2985 |
|               | 2010 | 2015 | 2020 | 2021 | 2022 | 2023 |